# Colonia Polvorín 18 de Septiembre 94
Colonia Polvorín 18 de Septiembre 94 är en ort i Mexiko.   Den ligger i kommunen Cuautla och delstaten Morelos, i den sydöstra delen av landet, 70 km söder om huvudstaden Mexico City. Colonia Polvorín 18 de Septiembre 94 ligger 1 348 meter över havet och antalet invånare är 151.
Terrängen runt Colonia Polvorín 18 de Septiembre 94 är kuperad norrut, men söderut är den platt. Runt Colonia Polvorín 18 de Septiembre 94 är det mycket tätbefolkat, med 1 056 invånare per kvadratkilometer. Närmaste större samhälle är Cuautla Morelos, 6,5 km sydost om Colonia Polvorín 18 de Septiembre 94. Omgivningarna runt Colonia Polvorín 18 de Septiembre 94 är en mosaik av jordbruksmark och naturlig växtlighet.